# Anochetus micans
Anochetus micans är en myrart som beskrevs av Brown 1978. Anochetus micans ingår i släktet Anochetus och familjen myror. Inga underarter finns listade i Catalogue of Life.